# Botuído da Suécia
São Botuído (em sueco: Sankt Botvid; em latim: Botuidus) foi um missionário católico da província sueca de Sudermânia, no século XII.

## Vida
Botuído nasceu na Sudermânia, na Suécia, e converteu-se ao cristianismo durante uma viagem de negócios a Inglaterra. Foi enviado como missionário à Suécia, onde atuou na Sudermânia, Vestmânia e região do lago Malar, juntamente com Ésquilo e Davi. Segundo a lenda, foi morto à machadada por um escravo, enquanto pescava nas águas da ilha de Rågö (Sudermânia). Foi sepultado por volta de 1120 na igreja de Salem, na sua terra natal - a atual Botkyrka, a qual se tornou então um local de peregrinação e culto do futuro santo. Botuído é mostrado no selo e no brasão de armas da municipalidade de Botkyrka, onde ele aparece carregando um machado e um peixe. Botkyrka é uma abreviatura sueca para "Igreja de Botuído". São Botuído é santo padroeiro da Sudermânia, ao lado de São Ésquilo, na Sudermânia Oriental.